# Nieder-Olm
Nieder-Olm é um cidade da Alemanha localizada no distrito de Mainz-Bingen, estado da Renânia-Palatinado. É membro e sede do Verbandsgemeinde de Nieder-Olm.